# Nisaga modesta
Nisaga modesta är en fjärilsart som beskrevs av Moore 1884. Nisaga modesta ingår i släktet Nisaga och familjen Eupterotidae. Inga underarter finns listade i Catalogue of Life.